# Stare Miasto (Basses-Carpates)
Pour les articles homonymes, voir Stare Miasto.
Stare Miasto est une localité polonaise de la gmina et du powiat de Leżajsk en voïvodie des Basses-Carpates.